# Freamunde
Freamunde est une ville portugaise située dans la sous-région de Tâmega et Sousa, appartenant à la région Nord et au district de Porto. Elle a une aire urbaine de 4,68 km 2, 7 789 habitants en 2021 et une densité de population de 1 618 habitants au km 2.
La ville de Freamunde appartient à la municipalité de Paços de Ferreira, étant constituée par la paroisse du même nom.
Il est bordé au nord par la paroisse de Figueiró, de la même commune, au nord-est par Sousela, à l'est par Figueiras et Covas, toutes deux appartenant à la commune de Lousada, au sud par Ferreira et à l'ouest par Carvalhosa, tous deux appartenant à la même commune.